# Caloptilia issikii
Caloptilia issikii là một loài bướm đêm thuộc họ Gracillariidae. Nó được tìm thấy ở Trung Quốc, Trung Quốc, Nhật Bản (Hokkaidō, Honshū) và vùng Viễn Đông Nga.
Sải cánh dài 10.8-11.5 mm.
Ấu trùng ăn Alnus species, bao gồm Alnus japonica. Chúng ăn lá nơi chúng làm tổ.